# Chiesa di Santa Maria in Via
La chiesa di Santa Maria in Via è un luogo di culto cattolico di Roma, nel rione Trevi, all'angolo tra via del Tritone e la via che dalla chiesa prende il nome, via di Santa Maria in Via. Già parrocchia della diocesi di Roma, soppressa il 18 ottobre 2020.

## La chiesa

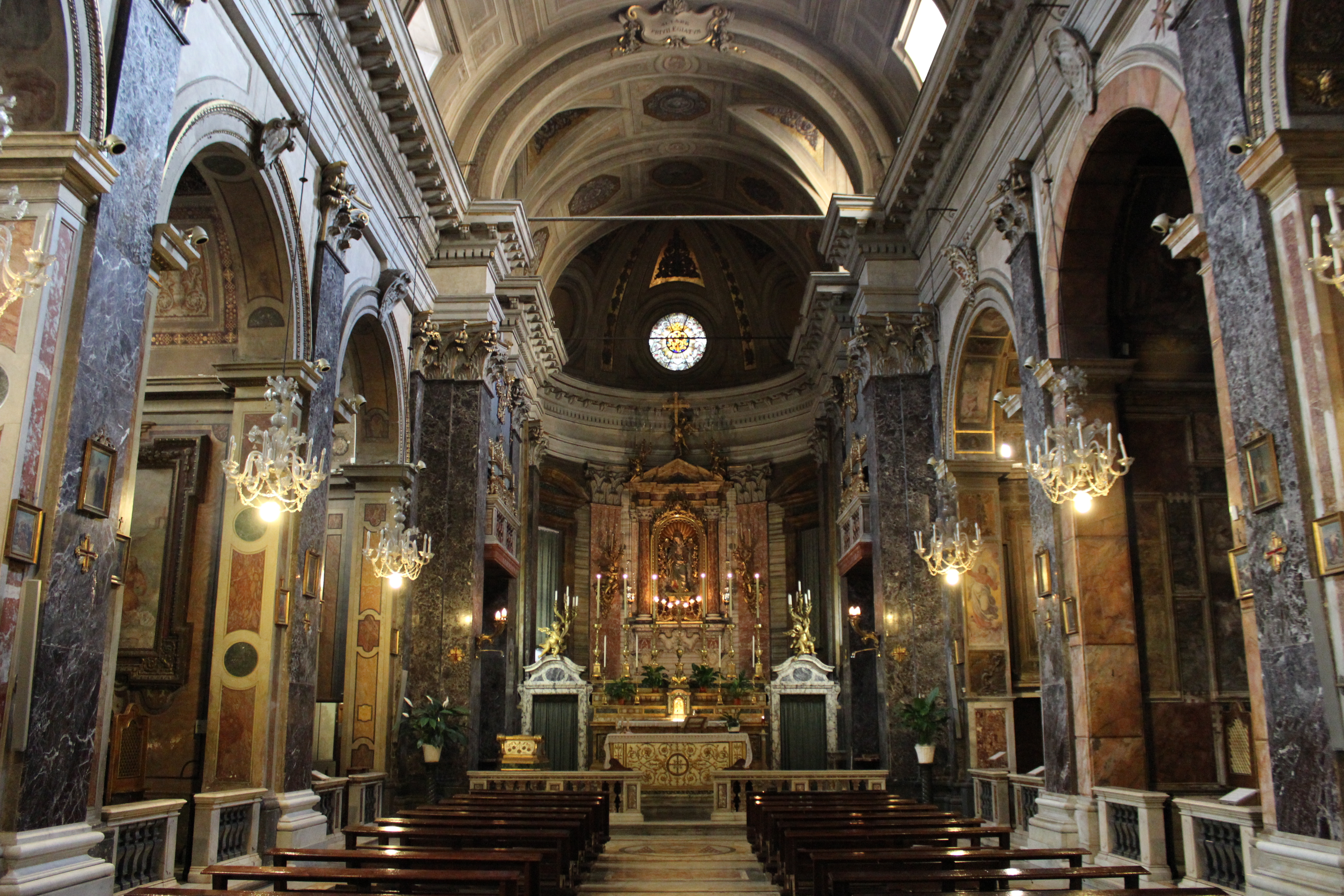
Interno

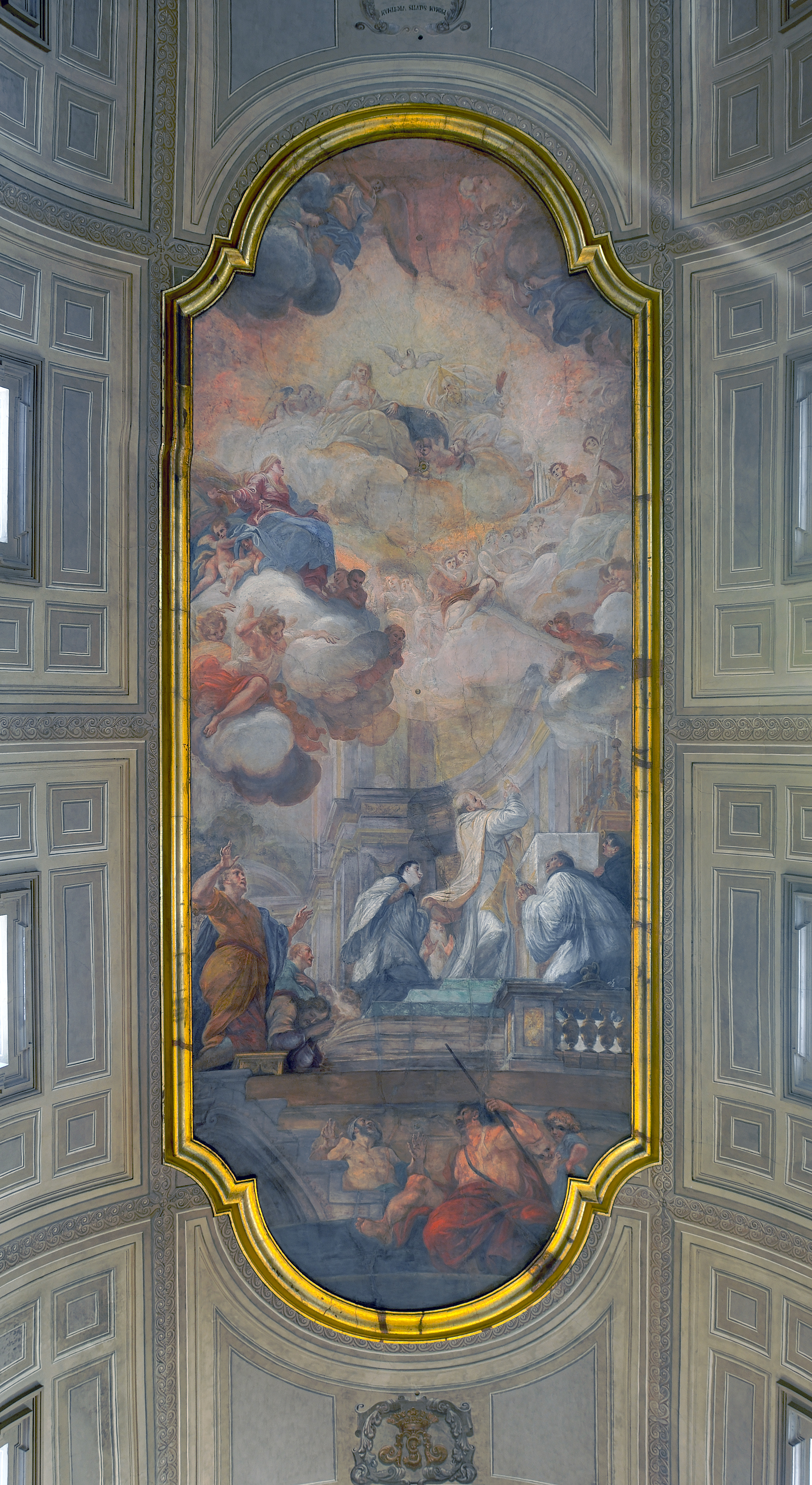
La volta del Piastrini.

Si trova alle spalle della Galleria Alberto Sordi, nelle vicinanze della Fontana di Trevi.
Le ipotesi sul nome sono diverse: o si fa riferimento alla via Flaminia, che porta attualmente il nome di via del Corso, o più probabilmente, ad una deformazione di Vinea (vigna) come attestato da documenti antichi. È menzionata in documenti che risalgono al 955.
In essa è presente la cappella del Pozzo, creata durante il pontificato di papa Alessandro IV per ospitare l'immagine della Madonna trovata in un pozzo, secondo la tradizione, nel 1256 dal cardinale Pietro Capocci.
Nel 1491 sotto il pontificato di papa Innocenzo VIII Cybo fu riedificata e poco dopo (1513) fu affidata al padri Serviti da Leone Medici. Nel 1551 Giulio III l'assegnò in titolarità al nipote Fulvio Giulio della Corgna, creato cardinale. Nel 1594 fu completamente ricostruita, su un progetto di Giacomo della Porta, da Francesco Capriani da Volterra. La facciata, iniziata da quest'ultimo, fu completata da Carlo Rainaldi.
Nel 1897, a causa dei lavori di apertura della nuova via del Tritone subì i rimaneggiamenti sul lato nord.
La facciata è su due ordini.
Funge anche da chiesa nazionale per la comunità ecuadoregna a Roma
Carlo Lambardi è sepolto nella chiesa di S. Maria in Via, a Roma, ai cui lavori di restauro partecipò intensamente. La sua sepoltura è stata recentemente pubblicata per la prima volta.

## Interno
L'interno è a navata unica con cappelle laterali. La volta con la Prima messa di San Filippo Benizi venne realizzata nel 1723-24 da Gian Domenico Piastrini.
La 1ª cappella sulla destra racchiude l'immagine della Madonna su tegola. La cappella Aldobrandini, la 3ª sulla destra, ospita un'Annunciazione e due quadri del Cavalier d'Arpino.
Su due cantorie ai lati dell'altare maggiore, si trova l'organo a canne Tamburini opus 132, costruito nel 1930; a trasmissione elettronica, dispone di 27 registri per un totale di 1652 canne. La consolle, situata a pavimento nell'abside, dispone di due tastiere e pedaliera.

## Leggenda della "Lourdes" di Roma
Siamo nel 1256 e qui, al posto della chiesa, vi era una semplice stalla annessa al palazzo di un cardinale e, nei pressi della stalla, un normalissimo pozzo per attingere l'acqua. Era una notte di settembre, e si narra che un servo del cardinale, volontariamente o per errore, fece cadere nel pozzo un'immagine della Madonna, dipinta su una pesante tegola di terracotta. Pochi secondi passarono da questo fatto e accadde l'incredibile: dal pozzo cominciò improvvisamente e rapidamente a salire il livello dell'acqua, fino a che essa cominciò a straripare copiosamente. La fuoriuscita dell'acqua si riversò verso la stalla e in pochissimo tempo quell'ambiente cominciò ad allagarsi. I cavalli cominciarono a nitrire e a scalpitare, svegliando così gli stallieri che, sebbene stupiti per lo strano fenomeno, si affrettarono a mettere le bestie in salvo. Poco dopo, cominciarono a cercare di creare dei canali di scolo dentro la stalla, che nel frattempo era già diventata una sorta di piccolo stagno. Accadde durante questa operazione che uno degli uomini si accorse di un fatto "anomalo": una pietra galleggiava sull'acqua. Si avvicinò a guardare meglio: era la pesante tegola con l'immagine della Madonna che aveva gettata poco prima in fondo al pozzo! Fu allora che compresero il "perché" di tutta quell'acqua: il pozzo così facendo aveva "rigurgitato" la lastra con l'immagine della Madonna, come a voler dire "non deve giacere qui in fondo"!
Ultimo fenomeno, non meno incredibile dei precedenti, la tegola scivolava dalle loro mani come un pesce, per cui tutti i loro tentativi di tirarla fuori dall'acqua fallirono. 
Ce ne era abbastanza: decisero di svegliare il cardinale Pietro Capocci, il padrone della stalla. Il cardinale accorse sul luogo con i suoi familiari e, dopo una breve preghiera, riuscì a recuperare la tegola con il dipinto, e non appena questo avvenne, le acque del pozzo spontaneamente cominciarono a ritirarsi. Il cardinale l'indomani si recò dal papa, Alessandro IV, per raccontargli l'incredibile fenomeno. Dopo le opportune verifiche, fu riconosciuto l'evento come sovrannaturale, e si decise di costruire (o forse riedificare) l'attuale chiesa intorno al pozzo miracoloso, e di venerarvi all'interno l'immagine riemersa.
Ancora oggi, dopo l'ingresso nella chiesa, subito sulla destra, c'è una cappella con un altare. Qui è esposta l'effigie della Madonna che galleggiò e, subito sotto, si trova una sorta di piccolo rubinetto, che consente ai fedeli che lo richiedono di bere l'acqua dell'antico pozzo, in quanto tale acqua sembra che abbia favorito molti miracoli.